# Eketahuna
La ville d’ Eketahuna est une petite localité rurale, de service, qui est la plus au sud du district de Tararua dans la région de Manawatu-Wanganui dans l’île du Nord de la Nouvelle-Zélande.
Eketahuna est une petite ville rurale, la plus au Sud du Tararua District de la région Manawatu-Wanganui de l'île du Nord de la Nouvelle-Zélande.

## Situation
La ville est située au pied de la chaîne de Tararua (en), qui s’étale à l’ouest, qui s'étendent du nord de Wellington à la région d'Eketahuna.
Elle est à localisée à35 kilomètres au nord de la ville de Masterton et à une distance similaire au sud de Palmerston North. 
Elle est considérée comme étant au nord de la région de Wairarapa.
Elle est à égale distance, 35 km, de Masterton et de Palmerston North.
Le Mt Bruce Wildlife Centre est situé à une dizaine de kilomètres au sud d'Eketahuna, sur la Street Highway 2.

## Accès
Elle est située sur le trajet de la route State Highway 2/SH 2 (en) et est localisée sur la rive est de la rivière Makakahi.

## Toponymie
Elle fut appelée initialement “Mellenskov”, mais renommée peu après sa fondation en Eketahuna selon un nom maori du lieu. 
.

## Population
Le recensement de 2013 en Nouvelle-Zélande notait que la population de la ville de Eketahuna était de 441 habitants, en diminution par rapport au recensement de 2006 qui dénombrait 456 habitants, mais en 2001, la population enregistrée atteignait déjà 579 habitants.

## Considérations
La ville d’Eketahuna est considérée par certain comme le stéréotype de la ville rural de la Nouvelle-Zélande et est actuellement utilisée dans les conversations pour représenter la "vraie Nouvelle-Zélande". 
Les Néo-Zélandais de façon familière, font référence à la ville d’Eketahuna comme le ‘chemin’ comme d’autres speakers de langue anglaise font référence à Tombouctou, pour indiquer le milieu de nulle part, "the sticks", la fin du monde. 
De même, Eketahuna est une localité, qui est en plein boom comparé à la ville mythique de Waikikamukau (prononcer "Why-kick-a-moo-cow").
Le nom de la ville, quand on parle, sonne comme une sentence en Afrikaans, qui peut être traduit par "j’ai un coq". 
C’est la source de moquerie de la part des immigrants de langue Afrikaans-venant d’Afrique du Sud vers la Nouvelle-Zélande.
La réserve des oiseaux du mont Bruce (en) est située au sud de la ville.

## Géologie
Le 20 janvier 2014, la ville fut l’épicentre du séisme de 2014 d’Eketahuna (en), mesuré à 6,2 sur l’échelle de magnitude Richter, mais le tremblement de terre ne causa que des dommages modérés dans tout le sud de l’île du Nord.

## Personnalités notables
- Tania Lineham (en), née en 1966, membre du « Eketahuna.Royal Society of New Zealand, Science and Technology » , Enseignante Fellowship en 1999 et lauréat du Prix du Premier Ministre pour l’enseignement des Sciences en 2015.